# Танки ГУВП
ГУВП* / ГУВП** — проєкт середнього (маневреного) танка, розроблений 1924 року Московським танковим бюро (Технічне бюро № 01121) Головного управління військової промисловості під керівництвом інженера С. П. Шукалова.
Танк, при розробці якого ретельно вивчалися трофейні західноєвропейські танки часів Першої світової війни, став одним з перших радянських танкових проєктів.

## ГУВП*
Танк повинен був мати вигляд бронепотягового майданчика на гусеничному ходу, в носовій частині якої перебувала б башта з короткоствольною гарматою калібром 76,2 мм. На бортових та кормових листах корпусу планувалося встановити три здвоєних кулемета системи Федорова калібром 6,5 мм. Боєкомплект повинен був становити 9000 кулеметних патронів і 80 гарматних снарядів. Броньовий захист повинен був виготовлятися з катаних броньових листів товщиною 12-13 мм, здатних захистити від гвинтівкової кулі, пущеної з 100 кроків. Танк мав приводитися в рух шестициліндровим карбюраторним двигуном від танка «Рікардо» потужністю 110 к.с. За розрахунками максимальна швидкість танка повинна була досягати 21 км/год, а запас ходу — 120–150 км. Танк мав обслуговуватися екіпажем з 6 осіб.

## ГУВП**
Оскільки танк ГУВП* виходив занадто дорогим та складним у виробництві, була почата розробка його полегшеної версії. ГУВП** відрізнявся від ГУВП* зменшеною масою (не більше 16 т), вдосконаленою конструкцією ходової частини та посиленим броньовим захистом (22 мм замість 13 мм). Також він повинен був мати інше озброєння. У носовій частині планувалося встановити танкову гармату калібром 45 мм на башті кругового обертання, в кормовій частині — малу кулеметну башточку кругового обертання, а в бортових кульових опорах як і раніше повинні були встановлюватися два здвоєних кулемета Федорова. Екіпаж скорочувався до п'яти осіб. Незважаючи на ряд переваг перед ГУВП*, танк ГУВП** також ніколи не був побудований.